# Stefan Engielman
Stefan Szczepan Engielman (Engelman) pseud. Żelazny (ur. 2 sierpnia 1889 w Warszawie, zm. 5 marca 1966 we Wrocławiu) – działacz komunistyczny.
Syn formierza-odlewnika Józefa, po ukończeniu szkoły miejskiej sam został formierzem-odlewnikiem. W 1906 wstąpił do SDKPiL, uczestniczył w masowych akcjach i wystąpieniach robotniczych, kolportował ulotki i plakaty rewolucyjne. W 1907 aresztowany i zesłany do guberni wiackiej, 1912 wrócił z zesłania i pracował jako odlewnik w Łodzi. 1915 wywieziony na roboty do Niemiec, w Düsseldorfie utrzymywał kontakty ze "spartakusowcami". 1917 wrócił do Łodzi i wznowił działalność w SDKPiL. Na początku grudnia 1918 na międzydzielnicowej konferencji SDKPiL wybrany delegatem z Łodzi na Zjazd Założycielski KPRP w Warszawie, jednak nie wziął udziału w zjeździe, gdyż po 1 dniu pobytu w Warszawie otrzymał partyjne polecenie powrotu do Łodzi. Został członkiem Komitetu Dzielnicowego (KD) KPRP Łódź-Górna i delegatem z fabryki Johna do Rad Delegatów Robotniczych (RDR). 1919 zagrożony aresztowaniem wrócił do Warszawy, gdzie pracował w sklepie Robotniczego Stowarzyszenia Spożywców "Samopomoc", obsługiwał też punkt kontaktowy KPRP mieszczący się w tym sklepie. X 1920 wydany przez agenta policji w szeregach partii komunistycznej Józefa Cechnowskiego i aresztowany, więziony w Sieradzu i na Św. Krzyżu, IX 1926 zwolniony. Nie mógł znaleźć stałej pracy i utrzymywał się z zarobków żony. Kilkakrotnie był członkiem Komitetu Łódzkiego KPP, działał też w Związku Robotników Przemysłu Metalowego w Polsce, gdzie kilka razy był wybierany do komitetów strajkowych. IX 1939 udał się do Równego, potem do (zajętej przez ZSRR) Szepietówki, gdzie pracował w fabryce metalowej. VI 1941 ewakuowany do Uralska. Wyróżniał się w pracy jako "stachanowiec", został kierownikiem wydziału odlewniczego fabryki. Od 1944 członek Zarządu Obwodowego ZPP w Uralsku. IV 1946 wrócił do Polski, pracował w Dolnośląskiej Fabryce Krosien w Dzierżoniowie, potem w Fabryce Wagonów "Pafawag" we Wrocławiu. Od 1958 na emeryturze. Członek PPR i PZPR, odznaczony Orderem Sztandaru Pracy II klasy. Pochowany na Cmentarzu Osobowickim.